# Campeonato de Fútbol Playa de Concacaf
El Campeonato de Fútbol Playa de Concacaf es el torneo que define a las dos selecciones clasificadas de Concacaf para la Copa Mundial de Fútbol Playa de FIFA. La primera edición exclusiva de la región fue en el año 2006, mientras los años 2005 y 2007 los equipos de Concacaf disputaron la fase clasificatoria junto a los representantes de Conmebol.

## Historia
El inicio de este tipo de fútbol generalmente aceptado es que empezó como un juego entre futbolistas locales en la playa de Leme de Río de Janeiro. La forma moderna de fútbol playa comenzó en 1992 con una exposición que se hizo en las playas de Los Ángeles. El primer acontecimiento profesional tuvo lugar en 1994 en la playa de Miami, con equipos de Italia, Estados Unidos y Brasil. El primer campeonato mundial se efectuó en la playa de Copacabana un año después.
FIFA reconoció formalmente el fútbol playa celebrando la primera Copa Mundial en 2005 y efectuó campeonatos anuales conjuntamente de fútbol playa por todo el mundo hasta 2009. El acontecimiento cambió a un torneo bienal a partir del 2011.
CONCACAF realizó su primer evento calificativo para la Copa Mundial en 2005 con CONMEBOL, enviando a los equipos de Estados Unidos, México y Canadá a Brasil con cinco naciones de Conmebol. Antes de 2006, CONCACAF efectuó su campeonato continental y lo continuó anualmente hasta que FIFA alteró el calendario después de 2009.

## Campeonatos conjuntos con la CONMEBOL
| Año          | Sede   | Campeón        | Resultado | Subcampeón | Tercer lugar   | Final | Cuarto lugar |
| ------------ | ------ | -------------- | --------- | ---------- | -------------- | ----- | ------------ |
| 2005 Detalle | Brasil | Brasil         | 5:2       | Uruguay    | Estados Unidos | 4:2   | Argentina    |
| 2007 Detalle | México | Estados Unidos | 4:3       | Uruguay    | Argentina      | 6:5   | México       |

## Campeonatos de CONCACAF
| Año          | Sede        | Campeón        | Final Resultado | Subcampeón     | Tercer lugar   | Resultado   | Cuarto lugar   |
| ------------ | ----------- | -------------- | --------------- | -------------- | -------------- | ----------- | -------------- |
| 2006 Detalle | Costa Rica  | Estados Unidos | Ronda final     | Canadá         | Costa Rica     | Ronda final | México         |
| 2008 Detalle | México      | México         | Ronda final     | El Salvador    | Estados Unidos | Ronda Final | Costa Rica     |
| 2009 Detalle | México      | El Salvador    | 6:3             | Costa Rica     | México         | 5:4         | Estados Unidos |
| 2010 Detalle | México      | México         | 5:3             | El Salvador    | Estados Unidos | 7:5         | Costa Rica     |
| 2013 Detalle | Bahamas     | Estados Unidos | 5:4             | El Salvador    | México         | 8:7         | Costa Rica     |
| 2015 Detalle | El Salvador | México         | 4:0             | Costa Rica     | El Salvador    | 5:2         | Estados Unidos |
| 2017 Detalle | Bahamas     | Panamá         | 4:2             | México         | El Salvador    | 7:2         | Guadalupe      |
| 2019 Detalle | México      | México         | 6:2             | Estados Unidos | El Salvador    | 8:3         | Panamá         |
| 2021 Detalle | Costa Rica  | El Salvador    | 6:4             | Estados Unidos | Guatemala      | 5:2         | México         |
| 2023 Detalle | Bahamas     | Estados Unidos | 5:0             | México         | El Salvador    | 3:2         | Bahamas        |
| 2025 Detalle | Bahamas     | El Salvador    | 2:1             | Guatemala      | Estados Unidos | 6:2         | Bahamas        |

## Palmarés
En cursiva, los años en que el equipo logró dicha posición como local.
| País           | Campeón                    | Subcampeón           | Tercer lugar               | Cuarto lugar         |
| -------------- | -------------------------- | -------------------- | -------------------------- | -------------------- |
| México         | 4 (2008, 2010, 2015, 2019) | 2 (2017, 2023)       | 2 (2009, 2013)             | 2 (2006, 2021)       |
| El Salvador    | 3 (2009, 2021, 2025)       | 3 (2008, 2010, 2013) | 4 (2015, 2017, 2019, 2023) |                      |
| Estados Unidos | 3 (2006, 2013, 2023)       | 2 (2019, 2021)       | 3, (2008, 2010, 2025)      | 2 (2009, 2015)       |
| Panamá         | 1 (2017)                   |                      |                            | 1 (2019)             |
| Costa Rica     |                            | 2 (2009, 2015)       | 1 (2006)                   | 3 (2008, 2010, 2013) |
| Guatemala      |                            | 1 (2025)             | 1 (2021)                   |                      |
| Canadá         |                            | 1 (2006)             |                            |                      |
| Bahamas        |                            |                      |                            | 2 (2023, 2025)       |
| Guadalupe      |                            |                      |                            | 1 (2017)             |

## Desempeños
| Año                                  | 2006 (5) | 2008 (4) | 2009 (6) | 2010 (8) | 2013 (10) | 2015 (16) | 2017 (16) | 2019 (16) | 2021 (11) | 2023 (12) | 2025 (8) | Part. ⁄11 |
| ------------------------------------ | -------- | -------- | -------- | -------- | --------- | --------- | --------- | --------- | --------- | --------- | -------- | --------- |
| Antigua y Barbuda                    | ×        | ×        | ×        | ×        | ×         | R1        | 11º       | R1        | ×         | ×         | ×        | 3         |
| Bahamas                              | ×        | ×        | 6º       | 8º       | 6º        | 7º        | 6º        | QF        | QF        | 4º        | 4º       | 9         |
| Barbados                             | ×        | ×        | ×        | ×        | ×         | R1        | 15º       | ×         | ×         | ×         | ×        | 2         |
| Belice                               | ×        | ×        | ×        | ×        | ×         | R1        | 13º       | R1        | R1        | R1        | ×        | 5         |
| Bonaire                              | ×        | ×        | ×        | ×        | ×         | ×         | ×         | R1        | ×         | ×         | ×        | 1         |
| Canadá                               | 2º       | ×        | 5º       | 5º       | 8º        | ×         | 10º       | ×         | ×         | ×         | ×        | 5         |
| Costa Rica                           | 3º       | 4º       | 2º       | 4º       | 4º        | 2º        | 9º        | R1        | QF        | QF        | R1       | 11        |
| El Salvador                          | ×        | 2º       | 1º       | 2º       | 2º        | 3º        | 3º        | 3º        | 1º        | 3º        | 1º       | 10        |
| Estados Unidos                       | 1º       | 3º       | 4º       | 3º       | 1º        | 4º        | 5º        | 2º        | 2º        | 1º        | 3º       | 11        |
| Guadalupe                            | ×        | ×        | ×        | ×        | ×         | R1        | 4º        | QF        | ••        | R1        | ×        | 4         |
| Guatemala                            | ×        | ×        | ×        | 6º       | 5º        | 6º        | DQ        | QF        | 3º        | QF        | 2º       | 7         |
| Guyana                               | ×        | ×        | ×        | ×        | ••        | ×         | 12º       | R1        | ×         | ×         | ×        | 2         |
| Jamaica                              | 5º       | ×        | ×        | 7º       | 9º        | 8º        | 8º        | R1        | ×         | ×         | ×        | 6         |
| México                               | 4º       | 1º       | 3º       | 1º       | 3º        | 1º        | 2º        | 1º        | 4º        | 2º        | R1       | 11        |
| Panamá                               | ×        | ×        | ×        | ×        | ×         | R1        | 1º        | 4º        | QF        | QF        | R1       | 6         |
| Puerto Rico                          | ×        | ×        | ×        | ×        | 10º       | R1        | ×         | ×         | ×         | ×         | ×        | 2         |
| República Dominicana                 | ×        | ×        | ×        | ×        | ×         | ×         | ×         | ×         | R1        | R1        | ×        | 2         |
| Trinidad y Tobago                    | ×        | ×        | ×        | ×        | 7º        | 5º        | 7º        | QF        | QF        | QF        | R1       | 7         |
| Islas Turcas y Caicos                | ×        | ×        | ×        | ×        | ×         | R1        | 14º       | R1        | R1        | R1        | ×        | 5         |
| Islas Vírgenes de los Estados Unidos | ×        | ×        | ×        | ×        | ×         | R1        | 16º       | R1        | ×         | ×         | ×        | 3         |

### Simbología
| - 1º – Campeón - 2º – Finalista - 3º – 3º Lugar - 4º – 4º Lugar - 5º-16º – Quinto al decimosexto lugar - QF – Cuartos de final | - R1 – Fase de grupos - × – No participó - •• – Participó pero se retiró - DQ – Descalificado - q – Clasificado - – Anfitrión |

## Clasificación a la Copa Mundial de Fútbol Playa por país
| País           | N.º | Mundiales                                                                                      |
| -------------- | --- | ---------------------------------------------------------------------------------------------- |
| Estados Unidos | 16  | 1995, 1996, 1997, 1998, 1999, 2000, 2001, 2003, 2004, 2005, 2006, 2007, 2013, 2019, 2021, 2023 |
| México         | 7   | 2007, 2008, 2011, 2015, 2017, 2019, 2023                                                       |
| El Salvador    | 6   | 2008, 2009, 2011, 2013, 2021, 2025                                                             |
| Costa Rica     | 2   | 2009, 2015                                                                                     |
| Canadá         | 1   | 2006                                                                                           |
| Bahamas        | 1   | 2017                                                                                           |
| Panamá         | 1   | 2017                                                                                           |
| Guatemala      | 1   | 2025                                                                                           |

## Desempeño en mundiales
| AñosEquipos                  | 2005                         | 2006                         | 2007                         | 2008                         | 2009                         | 2011                         | 2013                         | 2015                         | 2017                         | 2019                         | 2021                         | 2024                         | 2025                         | Total |
| ---------------------------- | ---------------------------- | ---------------------------- | ---------------------------- | ---------------------------- | ---------------------------- | ---------------------------- | ---------------------------- | ---------------------------- | ---------------------------- | ---------------------------- | ---------------------------- | ---------------------------- | ---------------------------- | ----- |
| Bahamas                      |                              |                              |                              |                              |                              |                              |                              |                              | R1                           |                              |                              |                              |                              | 1     |
| Canadá                       |                              | QF                           |                              |                              |                              |                              |                              |                              |                              |                              |                              |                              |                              | 1     |
| Guatemala                    |                              |                              |                              |                              |                              |                              |                              |                              |                              |                              |                              |                              | Q                            | 1     |
| Costa Rica                   |                              |                              |                              |                              | R1                           |                              |                              | R1                           |                              |                              |                              |                              |                              | 2     |
| El Salvador                  |                              |                              |                              | R1                           | R1                           | 4º                           | QF                           |                              |                              |                              | R1                           |                              | Q                            | 6     |
| México                       |                              |                              | 2º                           | R1                           |                              | QF                           |                              | R1                           | R1                           | R1                           |                              | R1                           |                              | 7     |
| Panamá                       |                              |                              |                              |                              |                              |                              |                              |                              | R1                           |                              |                              |                              |                              | 1     |
| Estados Unidos               | R1                           | R1                           | R1                           |                              |                              |                              | R1                           |                              |                              | R1                           | R1                           | R1                           |                              | 7     |
| Número total de clasificados | Número total de clasificados | Número total de clasificados | Número total de clasificados | Número total de clasificados | Número total de clasificados | Número total de clasificados | Número total de clasificados | Número total de clasificados | Número total de clasificados | Número total de clasificados | Número total de clasificados | Número total de clasificados | Número total de clasificados | 8     |

### Simbología
| - 1º – Campeón - 2º – Finalista - 3º – 3º Lugar - 4º – 4º Lugar | - QF – Cuartos de final - R1 – Fase de grupos - q – Clasificado - – Anfitrión |

## Premios y reconocimientos
| Año  | Goleador                    | Goles | Mejor jugador      | Mejor portero     | Fair play   | Mejor jugador joven | Ref. |
| ---- | --------------------------- | ----- | ------------------ | ----------------- | ----------- | ------------------- | ---- |
| 2006 | Ricardo Villalobos          | 7     | Francis Faberoff   | Jim Larkin        | Canadá      | No otorgado         |      |
| 2008 | Agustín Ruiz                | 6     | Ricardo Villalobos | Luis Rodas        | No otorgado | No otorgado         |      |
| 2009 | Agustín Ruiz                | 8     | Richard Sterling   | José Portillo     | No otorgado | No otorgado         |      |
| 2010 | Frank Velásquez             | 12    | Frank Velásquez    | Miguel Estrada    | No otorgado | No otorgado         |      |
| 2013 | Nicolas Perera              | 11    | Agustín Ruiz       | Christopher Toth  | No otorgado | No otorgado         |      |
| 2015 | Frank Velásquez             | 15    | Ramón Maldonado    | Miguel Estrada    | No otorgado | No otorgado         |      |
| 2017 | Marlon Meza Ramón Maldonado | 12    | Alfonso Maquensi   | Diego Villaseñor  | Canadá      | Jamal Haynes        |      |
| 2019 | Nicolas Perera              | 13    | Benjamín Mosco     | Diego Villaseñor  | Panamá      | Exon Perdomo        |      |
| 2021 | Frank Velásquez             | 11    | Rubén Batres       | Eliodoro Portillo | México      | Antonio Chávez      |      |
| 2023 | Jason Urbina                | 11    | Nick Perera        | Gabriel Macías    | Bahamas     |                     |      |
| 2025 | Emerson Cerna               | 6     |                    | Eliodoro Portillo | El Salvador | Wood Julmis         |      |

## Mayores goleadores
Actualizado a la edición 2023.
| Pos. | Jugador            | Equipo            | Goles |
| ---- | ------------------ | ----------------- | ----- |
| 1    | Frank Velásquez    | El Salvador       | 62    |
| 2    | Agustín Ruiz       | El Salvador       | 51    |
| 3    | Nicolas Perera     | Estados Unidos    | 49    |
| 4    | Lesly St. Fleur    | Bahamas           | 44    |
| 5    | Greivin Pacheco    | Costa Rica        | 41    |
| 6    | Rubén Batres       | El Salvador       | 31    |
| 7    | Alessandro Canale  | Estados Unidos    | 26    |
| 7    | Exon Perdomo       | El Salvador       | 26    |
| 7    | Kevon Woodley      | Trinidad y Tobago | 26    |
| 10   | Ramón Maldonado    | México            | 25    |
| 10   | Rohan Reid         | Jamaica           | 25    |
| 12   | Ricardo Villalobos | México            | 19    |
| 13   | Alfonso Maquensi   | Panamá            | 18    |

## Clasificación general
Actualizado a la edición 2023.
No se incluyen los resultados del evento conjunto.

| Pos. | Selección                            | Part. | PJ | G  | G+ | GP | D  | GF  | GC  | Dif | Pts | PPG  | %            |
| ---- | ------------------------------------ | ----- | -- | -- | -- | -- | -- | --- | --- | --- | --- | ---- | ------------ |
| 1    | México                               | 10    | 49 | 37 | 1  | 1  | 10 | 235 | 119 | 116 | 114 | 2.33 | 79.6 (39−10) |
| 2    | Estados Unidos                       | 10    | 52 | 36 | 2  | 1  | 13 | 268 | 134 | 134 | 113 | 2.17 | 75.0 (39−13) |
| 3    | El Salvador                          | 9     | 47 | 33 | 1  | 4  | 9  | 293 | 140 | 153 | 105 | 2.23 | 80.9 (38−9)  |
| 4    | Costa Rica                           | 10    | 43 | 19 | 2  | 3  | 19 | 189 | 171 | 18  | 64  | 1.49 | 55.8 (24−19) |
| 5    | Bahamas                              | 8     | 36 | 13 | 1  | 1  | 21 | 146 | 145 | 1   | 42  | 1.17 | 41.7 (15−21) |
| 6    | Trinidad y Tobago                    | 6     | 28 | 13 | 0  | 0  | 15 | 103 | 101 | 2   | 39  | 1.39 | 46.4 (13−15) |
| 7    | Panamá                               | 5     | 22 | 11 | 0  | 2  | 9  | 98  | 71  | 27  | 35  | 1.59 | 59.1 (13−9)  |
| 8    | Guatemala                            | 6     | 27 | 11 | 0  | 2  | 14 | 116 | 108 | 8   | 35  | 1.30 | 48.1 (13−14) |
| 9    | Canadá                               | 5     | 20 | 8  | 0  | 0  | 12 | 73  | 97  | −24 | 24  | 1.20 | 40.0 (8−12)  |
| 10   | Guadalupe                            | 4     | 16 | 5  | 0  | 1  | 10 | 53  | 93  | −40 | 16  | 1.00 | 37.5 (6−10)  |
| 11   | Antigua y Barbuda                    | 3     | 12 | 4  | 0  | 0  | 8  | 38  | 55  | −17 | 12  | 1.00 | 33.3 (4−8)   |
| 12   | Belice                               | 5     | 17 | 3  | 1  | 1  | 12 | 53  | 92  | −39 | 12  | 0.71 | 29.4 (5−12)  |
| 13   | Jamaica                              | 6     | 26 | 4  | 0  | 0  | 22 | 96  | 145 | −49 | 12  | 0.46 | 15.4 (4−22)  |
| 14   | Guyana                               | 2     | 9  | 3  | 0  | 0  | 6  | 32  | 41  | −9  | 9   | 1.00 | 33.3 (3−6)   |
| 15   | Barbados                             | 2     | 9  | 2  | 0  | 0  | 7  | 32  | 54  | −22 | 6   | 0.67 | 22.2 (2−7)   |
| 16   | Islas Turcas y Caicos                | 5     | 18 | 2  | 0  | 0  | 16 | 50  | 131 | −81 | 6   | 0.33 | 11.1 (2−16)  |
| 17   | Islas Vírgenes de los Estados Unidos | 3     | 12 | 1  | 0  | 0  | 11 | 27  | 91  | −64 | 3   | 0.25 | 8.3 (1−11)   |
| 18   | Bonaire                              | 1     | 3  | 0  | 0  | 0  | 3  | 7   | 35  | −28 | 0   | 0.00 | 0.0 (0−3)    |
| 19   | Puerto Rico                          | 2     | 7  | 0  | 0  | 0  | 7  | 10  | 49  | −39 | 0   | 0.00 | 0.0 (0−7)    |
| 20   | República Dominicana                 | 2     | 6  | 0  | 0  | 0  | 6  | 8   | 57  | −49 | 0   | 0.00 | 0.0 (0−6)    |